# النصع (العدين)

تعديل مصدري - تعديل

النصع محلة تابعة لقرية المثاير، التابعة لعزلة جبل بحري بمديرية العدين إحدى مديريات محافظة إب في الجمهورية اليمنية.، بلغ تعداد سكانها 39 حسب تعداد اليمن لعام 2004.